# Ёрш (коктейль)
«Ёрш» — средней крепости алкогольный коктейль. Чаще всего под словом «ёрш» понимают смесь водки и пива. Характерная особенность смеси в том, что она вызывает опьянение быстрее, чем соответствующее по объёму алкоголя количество пива или водки по отдельности. Подобный эффект достигается за счет воздействия углекислого газа, содержащегося в пиве, на слизистую оболочку желудка, способствующего скорейшему всасыванию алкоголя в кровоток.